# Baofeng
Baofeng (chinesisch 寶豐縣 / 宝丰县, Pinyin Bǎofēng Xiàn) ist ein Kreis in der chinesischen Provinz Henan, die zum Verwaltungsgebiet der bezirksfreien Stadt Pingdingshan gehört. Er hat eine Fläche von 706 km² und zählt 500.400 Einwohner (Stand: Ende 2018).
Die song-zeitliche Stätte des Staatlichen Ru-Brennofens in Qingliangsi, einem Dorf der Großgemeinde Daying, steht seit 2001 auf der Liste der Denkmäler der Volksrepublik China (5-77).

## Administrative Gliederung
Auf Gemeindeebene setzt sich der Kreis aus einem Straßenviertel, acht Großgemeinden und vier Gemeinden zusammen. 